# ماوريتسيو يوريو
ماوريتسيو يوريو (بالإيطالية: Maurizio Iorio)‏ هو لاعب كرة قدم وصحافي إيطالي في مركز الهجوم، ولد في 6 يونيو 1959 في ميلانو في إيطاليا. شارك مع منتخب إيطاليا تحت 21 سنة لكرة القدم. أما مع النوادي، فقد لعب مع إنتر ميلان وفيورنتينا ونادي أسكولي ونادي باري ونادي بريشيا ونادي بياتشينزا ونادي تورينو ونادي جنوى ونادي روما ونادي فوجيا وهيلاس فيرونا.

## وصلات خارجية
- ماوريتسيو يوريو على موقع الاتحاد الدولي (مؤرشف)  (الإنجليزية)
- ماوريتسيو يوريو على موقع قاعدة بيانات كرة القدم.إي يو (الإنجليزية)
- ماوريتسيو يوريو على موقع أوليمبيديا (الإنجليزية)